# جونیچی کانمارو
جونیچی کانمارو (انگلیسی: Jun'ichi Kanemaru؛ زادهٔ ۲۷ اکتبر ۱۹۶۳) صداپیشه، بازیگر، خواننده، آهنگساز، و ترانه‌پرداز اهل ژاپن است. وی از سال ۱۹۸۵ میلادی تاکنون مشغول فعالیت بوده‌است.